# Hallam (Pensilvania)
Hallam es un borough ubicado en el condado de York en el estado estadounidense de Pensilvania. En el año 2000 tenía una población de 1.532 habitantes y una densidad poblacional de 842.7 personas por km².

## Geografía
Hallam se encuentra ubicado en las coordenadas 40°00′14″N 76°36′16″O / 40.00389, -76.60444.

## Demografía
Según la Oficina del Censo de los Estados Unidos en 2000 los ingresos medios por hogar en la localidad eran de $42,235 y los ingresos medios por familia eran $47,552. Los hombres tenían unos ingresos medios de $34,773 frente a los $24,716 para las mujeres. La renta per cápita para la localidad era de $22,868. Alrededor del 4.6% de la población estaba por debajo del umbral de pobreza.